# 成清加奈子
成清 加奈子（なりきよ かなこ、1967年6月12日 -  ）は、日本の元アイドル。熊本県熊本市二本木出身。本名同じ。デビュー当時の所属はキティ・アーティスト、レーベルは徳間ジャパンであった。

## 来歴・人物
子供の頃から日本舞踊やバレエをやって来た。九州女学院高校（現・ルーテル学院高等学校）卒業。実家の旅館（二葉荘）の手伝いをしていた時にテレビ関係者のスタッフにスカウトされる。その時にも両親から芸能界入りを勧められたという。
1983年7月、TBSの番組『ザ・ヒットステージ』でテレビデビュー。ドラマデビューは1984年、TBSの『無邪気な関係』。同年、NHKの『レッツゴーヤング』のサンデーズのメンバーに選ばれた。その後、フジテレビのアニメ『うる星やつら』の主題歌の『パジャマ・じゃまだ!』で歌手デビューした。また、同曲で日本テレビ『ザ・トップテン』（1984年6月11日放送）の「話題曲コーナー」に出演した。1991年8月18日におこなわれた「うる星やつら　10th Anniversary Party」で『パジャマ・じゃまだ!』を披露している。

## プロフィール
- 身長……158cm
- バスト……85cm
- ウエスト……58cm
- ヒップ……85cm
- 趣味……ショッピング、音楽鑑賞、映画鑑賞、ミッキーマウスグッズ収集[1]
- 特技……日本舞踊（3歳の時から習っていた）、モダンバレエ、クラシック、ジャズ、ジャズダンス[1]

## 出演

### テレビドラマ
- 無邪気な関係（TBS、1984年1月6日 - 3月30日） - 結城ともみ 役
- それいけ!ズッコケ三人組 (関西テレビ、1985年4月12日 - 1986年4月4日) - 奥田タエ子 役
- このままじゃ、ボクの将来知れたもの (日本テレビ、1986年)
- さすらい刑事旅情編III 第4話（テレビ朝日、1990年10月31日）
- はだかの刑事第19話 (日本テレビ、1993年)
- 刑事追う!第16話 (テレビ東京、1996年）
- 女教師殺し18（朝日放送、1995年）
- 盲人探偵・松永礼太郎（日本テレビ）

### 歌番組
- レッツゴーヤング (NHK) サンデーズとしてレギュラー出演
- ザ・ヒットステージ (TBS) 踊るアシスタントとしてレギュラー出演

### イメージビデオ
- Legend Gold 恋人候補なんばぁ・いちばん（1990年8月15日、日本メディアサプライ）

### LD
- うる星やつら10周年記念みんなあついぞ！夏祭inぶどうかん（1991年8月18日）コンサートパート：「パジャマ・じゃまだ!」で出演

### 映画・Vシネマ
- 永井豪のこわいゾーン2 戦鬼 (1990年)
- ナンバルンバ 私ヤリたいんです (1990年)
- イタイ話 (1991年)
- 聖少女仮面 マルガリータ (1992年)
- IKENAI!いんびテーション
- シュラバヤランコ
- 工業哀歌バレーボーイズ
- 集団左遷（1994年）
- カラス (1995年)
- 不法滞在 (1996年)
- DONOR 人格移植 (1996年)

## 写真集
- SCRAMBLE（1989年6月10日発売・近代映画社）撮影：山岸伸
- 成清加奈子 写真集（1990年9月5日発売・ビックマン）撮影：稲村幸夫

## ディスコグラフィ

### シングル
| #                                | 発売日                      | タイトル                    | B面                         | 規格                        | 規格品番                    | オリコン最高位              |
| 徳間ジャパン / JAPAN RECORD      | 徳間ジャパン / JAPAN RECORD | 徳間ジャパン / JAPAN RECORD | 徳間ジャパン / JAPAN RECORD | 徳間ジャパン / JAPAN RECORD | 徳間ジャパン / JAPAN RECORD | 徳間ジャパン / JAPAN RECORD |
| -------------------------------- | --------------------------- | --------------------------- | --------------------------- | --------------------------- | --------------------------- | --------------------------- |
| 1st                              | 1984年5月5日                | パジャマ・じゃまだ!         | おしゃれフリーク            | EP                          | 7JAS-6                      | 35位                        |
| 2nd                              | 1984年8月25日               | ハートのピアス              | 風のソネット                | EP                          | 7JAS-13                     | 圏外                        |
| 3rd                              | 1985年4月25日               | Sick Romantic               | 恋は赤マル急上昇            | EP                          | 7JAS-31                     | 圏外                        |
| キティ・アニメーション・フィルム |                             |                             |                             |                             |                             |                             |
| 4th                              | 1986年9月15日               | Sweet Dream                 | ロマンスが痛い              | EP                          | KAC-0001                    | 圏外                        |

### 参加作品
| 発売日        | 商品名                                                              | 歌                     | 楽曲                         | 備考                                                                                          |
| ------------- | ------------------------------------------------------------------- | ---------------------- | ---------------------------- | --------------------------------------------------------------------------------------------- |
| 1987年7月1日  | うる星やつら 夢の仕掛人、因幡くん登場! ラムの未来はどうなるっちゃ!? | 松永夏代子、成清加奈子 | 「情熱のアゼリア」           | OVA『うる星やつら 夢の仕掛人 因幡くん登場! ラムの未来はどうなるっちゃ!?』イメージ・ソング     |
| 1987年7月1日  | うる星やつら 夢の仕掛人、因幡くん登場! ラムの未来はどうなるっちゃ!? | 成清加奈子             | 「SORRY…」                   | OVA『うる星やつら 夢の仕掛人 因幡くん登場! ラムの未来はどうなるっちゃ!?』エンディング・テーマ |
| 1987年7月1日  | うる星やつら 夢の仕掛人、因幡くん登場! ラムの未来はどうなるっちゃ!? | 松永夏代子、成清加奈子 | 「I LOVE YOU LUM」           | OVA『うる星やつら 夢の仕掛人 因幡くん登場! ラムの未来はどうなるっちゃ!?』関連曲               |
| 1988年1月25日 | 八神くんの家庭の事情                                                | 成清加奈子             | 「エキセントリック・ハート」 | イメージアルバム『八神くんの家庭の事情』関連曲                                                |

### タイアップ
| 曲名                | タイアップ                                                    | 収録作品                        |
| ------------------- | ------------------------------------------------------------- | ------------------------------- |
| パジャマ・じゃまだ! | フジテレビ系アニメ『うる星やつら』オープニング・テーマ        | シングル「パジャマ・じゃまだ!」 |
| ハートのピアス      | NHK『レッツゴー・ヤング』オリジナル・ソング                   | シングル「ハートのピアス」      |
| Sick Romantic       | 関西テレビ・フジテレビ系ドラマ『それいけ!ズッコケ三人組』     | シングル「Sick Romantic」       |
| Sweet Dream         | OVA『うる星やつら アイム・THE・終ちゃん』オープニング・テーマ | シングル「Sweet Dream」         |
| ロマンスが痛い      | OVA『うる星やつら アイム・THE・終ちゃん』エンディング・テーマ | シングル「Sweet Dream」         |